# SJ Da
Die schwedische Baureihe Da ist eine Elektrolokomotive für den universellen Einsatz, die ab 1953 für die schwedischen Staatsbahnen Statens Järnvägar gebaut wurde.

## Geschichte
Die Schwedischen Staatsbahnen hat in den Jahren von 1940 bis 1960 viele Strecken elektrifiziert. Auf Grund des daraus resultieren Bedarfs an Elektrolokomotiven wurden 100 Loks mit drei Treibachsen bei ASEA bestellt. 1957 wurde die letzte von insgesamt 93 Lokomotiven des Typs Da fertiggestellt. Ab 1990 begann die Ausmusterung und Verschrottung der Da.
Als Universallokomotiven waren die Da in ganz Schweden anzutreffen. Eingesetzt wurde sie im Personen- und Güterzugdienst. Durch die Vielfachsteuerung konnten schwere Züge mit den Lokomotiven geführt werden.
Aus der Da wurden die zweiteilige Dm und die dreiteilige Dm3 für den Erzverkehr in Nordschweden entwickelt.

## Technik
Die Da basiert auf der zuverlässigen und bewährten D-Reihe, welche in den 1920er Jahren für die SJ entwickelt wurde. Schweden verfügte über eine lange Tradition von stangengetriebenen E-Lokomotiven und zweifelte an der Betriebstauglichkeit des Einzelachsantriebes, so dass eine weitere Stangen-E-Lok in Auftrag gegeben wurde, obwohl dieses Konzept damals von vielen Bahnen bereits als überholt betrachtet wurde.
Im Vergleich zur älteren D-Reihe wurden viele Änderungen vorgenommen, so dass die Lok mit ihrer Vorgängerbaureihe nur noch die Achsfolge gemeinsam hatte. Treibradsätze, Lager und Fahrmotoren waren Neukonstruktionen. Der Kühllufteintritt wurde von der Seitenwand aufs Dach verlegt. Die Führerhäuser erhielten Fenster mit Gummidichtung, was der Lokomotive gegenüber der D-Reihe äußerlich ein moderneres Aussehen gibt. Weiter wurden die Lokomotiven für Mehrfachtraktion ausgerüstet, so dass bis zu drei Loks von einem Führerraum aus bedient werden konnten.
Die Lokomotiven wurden anfangs mit Speichenrädern ausgeliefert. Die Lokomotiven hatten durch die Unwucht des Stangenantriebes ein schlechtes Laufverhalten, was sich besonders im schnellen Personenverkehr bemerkbar machte. Die Kräfte zwischen Rad und Schiene waren so hoch, dass immer wieder Radsternbrüche auftraten. Das Problem wurde von Technikern der SJ wissenschaftlich untersucht, wobei erstmals ein brauchbares Verfahren zur Messung der Kräfte zwischen Rad und Schiene entwickelt wurde.
In den 1970er Jahren wurden alle Da-Loks mit gummigefederten Rädern versehen. Hierdurch wurden wesentlich bessere Laufeigenschaften erreicht. Bei Versuchen erreichte eine Lokomotive sogar 160 km/h.
Trotz des Umbaus behielt die Lokomotive ihre guten Eigenschaften: Bei einem Dienstgewicht von 75 Tonnen und dem Stangenantrieb ist es so gut wie unmöglich, die Lok zum Schleudern zu bringen. Dadurch konnten selbst mit der eher geringen Leistung von 1840 kW schwere Züge gezogen werden.
Ein Teil der Lokomotiven erhielten später die "Nordlandführerhäuser" mit besonders guter Wärmedämmung.

## Antrieb
Die Da wird von zwei Einphasen-Reihenschlussmotoren angetrieben, welche über einen Transformator mit Stufenschalter versorgt werden. Die Motoren arbeiten über ein Getriebe auf die Blindwelle zwischen den drei Treibachsen. Über Kuppelstangen sind die Treibachsen mit der angetriebenen Blindwelle verbunden. Die erste und die letzte Achse der Lokomotive sind Laufachsen. Sie dienen der Verringerung der Achslast und der besseren Spurführung. An einer Laufachse ist der Geber für den Geschwindigkeitsmesser und den Schleuderschutz angeschlossen.

## Verbleib
Folgende Da-Lokomotiven sind im Einsatz oder museal erhalten:
- Da 790 (die erste Lok der Serie) wurde 1989 dem Sveriges Järnvägsmuseum überlassen. 2011 erwarb Stockholms Kultursällskap för Ånga och Järnväg (SKÅJ) die Lok für 30.000 Kronen für ihr Museum in Krylbo.[1]
- Da 941 wurde 1990 an die Kalmar Järnvägars Museiföreningen verkauft. Von dort ging sie 1995 an die private Gesellschaft Shortline Väst.[2]

### Shortline Väst Da
Die private Gesellschaft Shortline Väst (SLV) erwarb mehrere Lokomotiven, die später weiterverkauft wurden:
- Da 804 – 1997 von SJ – SLV Da 804 – 1998 an BK Tåg – BK Tåg Da 804
- Da 887 – 1997 von SJ – SLV Da 887 – 1998 an BK Tåg – BK Tåg Da 887
- Da 903 – 1995 von SJ – SLV Da 903 – 2001 an Falköpings Terminal AB – FT Da 903
- Da 941 – 1995 von Kalmar Järnvägars Museiföreningen – SLV Da 941[4] – 1999 an TKAB – TKAB Da 15

### BK Tåg Da
- BK Tåg Da 804 – 1998 von Shortline Väst – 2001 an Falköpings Terminal AB – FT Da 804
- BK Tåg Da 887 – 1998 von Shortline Väst – 2001 an Falköpings Terminal AB – FT Da 887

### Svenska Tågkompaniet Da
- TKAB Da 15 – 1999 von Kalmar Järnvägars Museiföreningen – 2007 an NetRail AB – NR Da 941

### Falköpings Terminal AB Da
- FT Da 804 – 2001 von BK Tåg – 2005 an Tågfrakt AB – TAB Da 804
- FT Da 887 – 2001 von BK Tåg – 2005 an Tågfrakt AB – TAB Da 887
- FT Da 903 – 2001 von SLV – 2005 an Tågfrakt AB – TAB Da 903

### NetRail AB Da
- NR Da 804 – 2011 von NetRail – 2012 verschrottet
- NR Da 887 – 2011 von NetRail – 2012 in Nässjö abgestellt
- NR Da 903 – 2011 von NetRail – 2017 an Järnvägens Museum Ängelholm (91 74 1000 903-4)
- NR Da 941 – 2007 von Svenska Tågkompaniet – 2015 an Nässjö Järnvägsmuseum

### Tågfrakt AB Da
- TAB Da 804 – 2005 von Falköpings Terminal AB – 2011 an NetRail – NR Da 804
- TAB Da 887 – 2005 von Falköpings Terminal AB – 2011 an NetRail – NR Da 887
- TAB Da 903 – 2005 von Falköpings Terminal AB – 2011 an NetRail – NR Da 903

### Malmtrafik AB Da
- Da 889 – 1996 von SJ – war bei der MTAB in Kiruna für den Einsatz mit dem Hilfszug, EVN: 91 74 0000889-7 – 2015 an Malmbanans Vänner als SJ Da 889